# Gõ kiến đầu rắn
Meiglyptes jugularis là một loài chim trong họ Picidae. Loài này được tìm thấy tại Campuchia, Lào, Myanmar, Thái Lan, và Việt Nam.